# Architekt krajobrazu
Architekt krajobrazu – zawód interdyscyplinarny (łączący wiele dziedzin nauk przyrodniczych, artystycznych, inżynierskich, socjologicznych), polegający na realizacji, na zlecenie zamawiającego, obiektów architektury krajobrazu.

## Zadania zawodowe
Zgodnie z obowiązującą w Polsce klasyfikacją zawodów do zadań architekta krajobrazu należy między innymi:
- ochrona zasobów naturalnych, utrzymywanie i przywracanie im użyteczności
- wskazywanie sposobów unikania i minimalizowania szkód powstających w krajobrazie, spowodowanych ingerencją człowieka
- opracowywanie projektów ochrony i kształtowania krajobrazu, na różnych poziomach planowania przestrzennego;
- opracowywanie planów ochrony parków narodowych, rezerwatów i parków krajobrazowych
- opracowywanie programów i projektów terenów zieleni.

„Architekt krajobrazu to zawód, który stosuje artystyczne i naukowe zasady do badań, planowania, projektowania i zarządzania środowiskiem, zarówno naturalnym, jak i kulturowym” (Member Handbook).

## Historia zawodu
Po raz pierwszy użyli tego tytułu zawodowego w stosunku do siebie Frederick Law Olmsted i Calvert Vaux w 1860 roku. W tym czasie funkcjonowało pojęcie architekta ogrodów, zajmującego się dworskimi ogrodami i parkami, a działalność zawodowa zwana była ogrodnictwem krajobrazowym (landscape gardening). Termin „architekt krajobrazu” nie powstawał bez innych propozycji, funkcjonowały również inne określenia tej profesji, takie jak inżynier krajobrazu (landscape engineer), projektant krajobrazu (landscape designer), architekt wsi (rural architect), artysta lasu (silvan artist). Wyodrębnienie tego zawodu nastąpiło na przełomie XIX i XX w. w Stanach Zjednoczonych, gdzie powstało pierwsze stowarzyszenie zawodowe pod nazwą American Society of Landscape Architects (ASLA). W Europie początek organizacji zawodowych przypada na dwudziestolecie międzywojenne, kiedy to nastąpił rozwój architektury krajobrazu jako odrębnej dziedziny. W Anglii architektura krajobrazu status zawodu uzyskała 1929 r. W tym samym roku rozpoczęto nauczanie zawodowe na poziomie akademickim w Warszawie.

## Nadawanie tytułu zawodowego
Tytuł zawodowy nadawany jest absolwentowi uczelni wyższej kierunku architektura krajobrazu po ukończeniu studiów inżynierskich i magisterskich w tej dyscyplinie. Tytuł architekt krajobrazu jest zawodem chronionym, skupiających specjalistów zajmujących się zawodowo architekturą krajobrazu, ochroną przyrody i środowiska, projektowaniem, badaniami naukowymi w organizacjach państwowych (Landscape Institute, ASLA). W Polsce ochroną zawodową tytułu architekt krajobrazu zajmuje się Stowarzyszenie Architektów Polskich (SARP) oraz stowarzyszenia współpracujące jak Stowarzyszenie Architektury Krajobrazu (SAK) (dawniej Polskie Stowarzyszenie Wykonawców Terenów Zieleni i Architektów Krajobrazu).
Na podstawie Uchwały Nr 243/2007 Rady Głównej Szkolnictwa Wyższego z dnia 13 grudnia 2007 r. i Rozporządzenia Ministra Nauki i Szkolnictwa Wyższego w sprawie rodzajów tytułów zawodowych nadawanych absolwentom studiów i wzorów dyplomów oraz świadectw wydawanych przez uczelnie wyższe z dnia 19 grudnia 2008 r. państwowe uczelnie wyższe po ukończeniu przez studentów kierunku architektura krajobrazu nadawały tytuł zawodowy inżynier architekt krajobrazu i magister inżynier architekt krajobrazu. Od wejścia w życie Rozporządzenia Ministra Nauki i Szkolnictwa Wyższego z dnia 27 września 2018 r., tytuł zawodowy architekta krajobrazu przestał widnieć na liście nadawanych tytułów zawodowych.